# Spirinchus thaleichthys
Spirinchus thaleichthys är en fiskart som först beskrevs av Ayres, 1860.  Spirinchus thaleichthys ingår i släktet Spirinchus och familjen norsfiskar. IUCN kategoriserar arten globalt som livskraftig. Inga underarter finns listade i Catalogue of Life.